# Euciroa
Euciroa is een geslacht van tweekleppigen uit de  familie van de Euciroidae.

## Soorten
- Euciroa crassa Thiele & Jaeckel, 1931
- Euciroa eburnea (Wood-Mason & Alcock, 1891)
- Euciroa elegantissima (Dall, 1881)
- Euciroa galatheae (Dell, 1956)
- Euciroa granifera (Cotton, 1931)
- Euciroa lamprelli M. Huber, 2010
- Euciroa maoriana Eagle, 2000 †
- Euciroa millegemmata Kuroda & Habe in Kuroda, 1952
- Euciroa pacifica Dall, 1895
- Euciroa queenslandica Lamprell & Healy, 1997
- Euciroa rostrata Thiele & Jaeckel, 1931
- Euciroa spinosa Thiele & Jaeckel, 1931
- Euciroa subspinosa Okutani, 2006
- Euciroa trapeza Poutiers, 1982
- Euciroa ulrichi C. A. Fleming, 1970 †